# Schneidmühle (Schollbrunn)

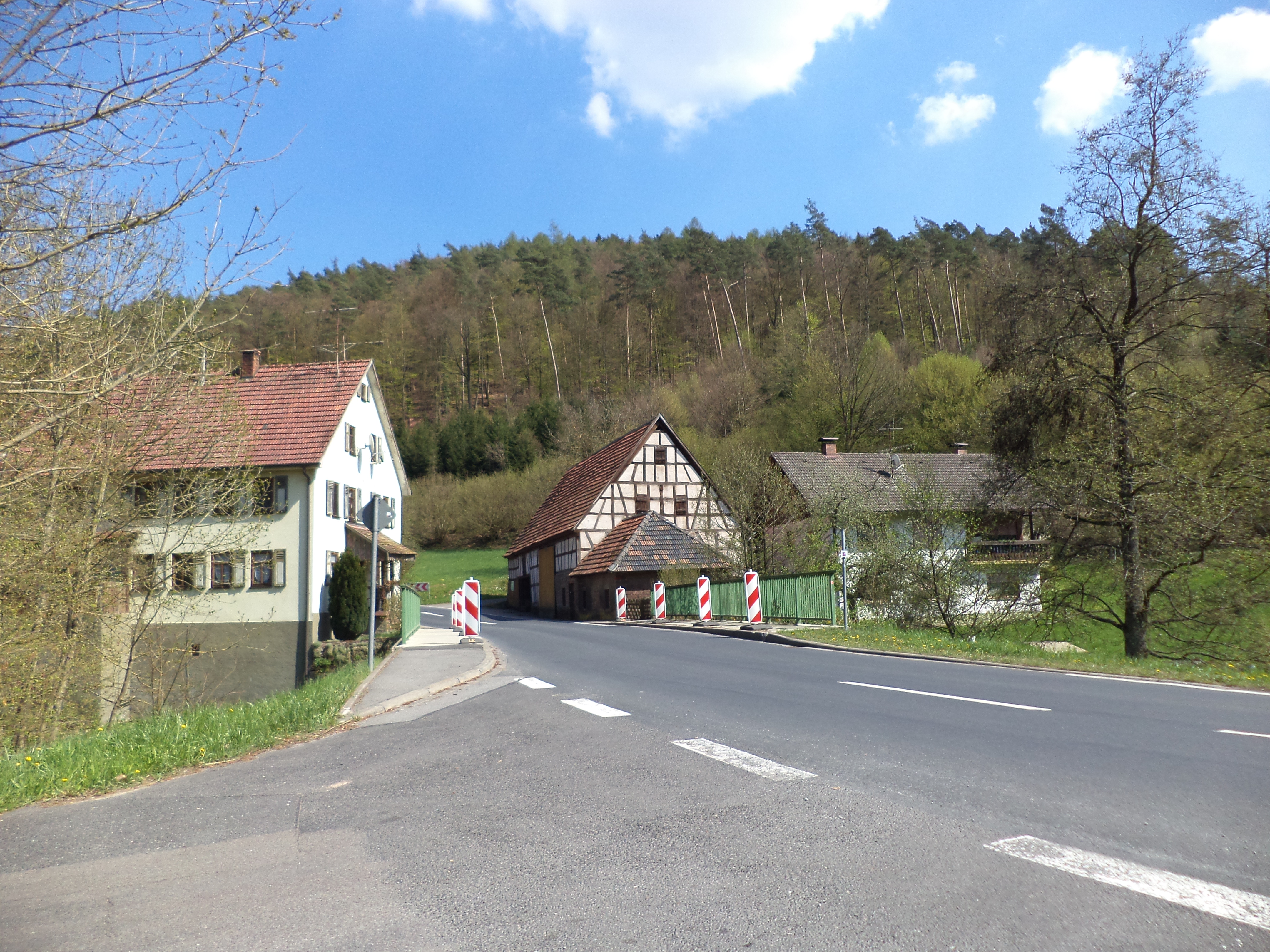
Die Schneidmühle im Haseltal

Schneidmühle (auch Fechermühle genannt) ist ein Gemeindeteil der Gemeinde Schollbrunn im unterfränkischen Landkreis Main-Spessart in Bayern.

## Geographie
Die Einöde liegt am Haslochbach, in den dort der Klingelbach mündet. Durch den Ort führt der Fränkische Marienweg. Neben der ehemaligen Mühle steht die Ruine der Markuskapelle.